# Pere Gallén Balaguer
Gallén  Balaguer est un nom espagnol. Le premier nom de famille, en général paternel, est Gallén ; le second, en général maternel, souvent omis, est Balaguer.
Pere Gallén Balaguer, né le 1er juin 1934 à Barcelone (Catalogne), est un international espagnol de rink hockey dans les années 1950 et 1960, puis un entraîneur.

## Parcours
Il commence le hockey au Club Patí, mais sans participer aux compétitions officielles. Plus tard, il joue au CH Turó et RCD Espanyol, jusqu'à ses 17 ans. Avec l'Espanyol, il est champion de Catalogne dans les catégories juniors et il joue également pour l'équipe de réserve. Lors de la saison 1950-51, il rejoint le FC Barcelone, où il joue sept saisons. En 1957, Victorià Oliveras de la Riva le confie au CP Voltregà, où il reste jusqu'en 1965. Ses derniers clubs sont Cerdanyola CH, DC Mataró et CE Vendrell. 
Il est sélectionné 115 fois avec l'équipe espagnole, dans laquelle il évolue entre 1953 et 1962 et remporte deux championnats du monde. 
Une fois à la retraite, il a une longue carrière d'entraîneur. Entraineur de Voltregà, club qu'il a dirigé en intermittence, il a aussi été entraîneur d'autres clubs tels que HC Liceo, CP Tordera, CE Nioa, Club de hockey Castiglione et Blanes HC. 
Son frère, Lluís Gallén Balaguer, est également joueur de hockey.